# Hadjer-Lamis
Hadjer-Lamis (em árabe:  حجر لميس; Ḥajar Lamīs) é uma das 23 províncias do Chade, sendo Massakory a sua capital.

## Demografia
O recenseamento do Chade de 2009 indicou uma população de 566 858 habitantes para Hadjer-Lamis. Sua capital Massakory, com 27 954 habitantes, é a cidade mais populosa da província.

## Subdivisões
A província de Hadjer-Lamis é dividida em quatro departamentos:
| Departamentos  | Capital   | Subprefeituras                                       |
| -------------- | --------- | ---------------------------------------------------- |
| Dababa         | Bokoro    | Bokoro, Gama, Maigana, Arboutchatak                  |
| Dagana         | Massakory | Karal, Massakory, Tourba                             |
| Haraze Al Biar | Massaguet | Mani, Massaguet, N'Djamena-Fara, Boutalfil, Djermaya |
| Ngoura         | Ngoura    | Moïto, Ngoura, Karmé                                 |